# (32760) 1981 ER28
1981 ER28 (asteroide 32760) é um asteroide da cintura principal. Possui uma excentricidade de 0.14060030 e uma inclinação de 15.55554º.
Este asteroide foi descoberto no dia 6 de março de 1981 por Schelte J. Bus em Siding Spring.